# Gianna Hablützel-Bürki
Gianna Hablützel-Bürki (n. 22 decembrie 1969, Basel, Cantonul Basel-Oraș, Elveția) este o scrimeră ce a reprezentat Elveția, medaliată olimpică. A participat la 2 ediții ale Jocurilor Olimpice (1996, 2000) în care a câștigat o medalie de argint.